# Jean-Louis Dubut de Laforest
Pour les articles homonymes, voir Dubut.
Jean-Louis Dubut de Laforest est un écrivain français né à Saint-Pardoux-la-Rivière (Dordogne) le 24 juillet 1853 et mort à Paris 9e le 3 avril 1902. Prolifique, il publia un grand nombre de romans sur des sujets jugés audacieux pour l'époque dont certains parurent sous forme de feuilletons dans la presse.

## Vie et œuvre
Il fait ses études aux lycées de Périgueux et de Limoges. Après des études de droit, Jean-Louis Dubut de Laforest devient avocat et rédacteur du quotidien L'Avenir de la Dordogne. Il est nommé conseiller de préfecture à Beauvais (Oise) en 1879, mais démissionne au bout de trois ans en 1882 et se consacre à la littérature. Il écrit de nombreux romans et des pièces de théâtre et collabore au Figaro sous le pseudonyme de Jean Tolbiac.
Il publia un certain nombre de romans qui s'appuyaient sur les découvertes scientifiques de son époque, mais aussi des romans de mœurs : Les Dames de Lameth, Tête à l'envers, La Crucifiée, Le Rêve d'un viveur, Un américain de Paris, Belle-maman, La Baronne Emma, Contes à la paresseuse, Les Dévorants de Paris, Le Gaga, La Bonne à tout-faire, Le Cornac, Mademoiselle de Marbeuf ou Contes à la lune.
Dans Le Faiseur d'hommes (1884), co-écrit avec Yveling Rambaud, est traité, pour la première fois dans l'histoire de la littérature, le problème de l'insémination artificielle sur une femme. Abordant des réalités telles que l'existence des milieux homosexuels parisiens dans La Vierge du trottoir et Esthètes et cambrioleurs, il brisait des tabous littéraires et lorsqu’il publia Le Gaga, en 1885, il fut poursuivi pour outrage aux bonnes mœurs devant la cour d’assises. L’auteur fut condamné à une amende de 1 000 francs et à deux mois de prison. Rassemblés dans les trente-sept volumes de la série des Derniers Scandales de Paris (1898-1900), ses romans de mœurs mettaient en scène tout un monde parallèle de prostituées, de souteneurs et de mauvais garçons. Qualifié de « romancier anticlérical et obscène »  par un critique conservateur, Dubut de Laforest partagea avec d'autres auteurs la distinction de figurer dans ce qui constituait l’« Enfer de la Bibliothèque nationale ».
Malgré son succès, il mit fin à ses jours le 3 avril 1902.

## Résidence
- 10 avenue Trudaine, dans le 9e arrondissement de Paris

## Œuvre

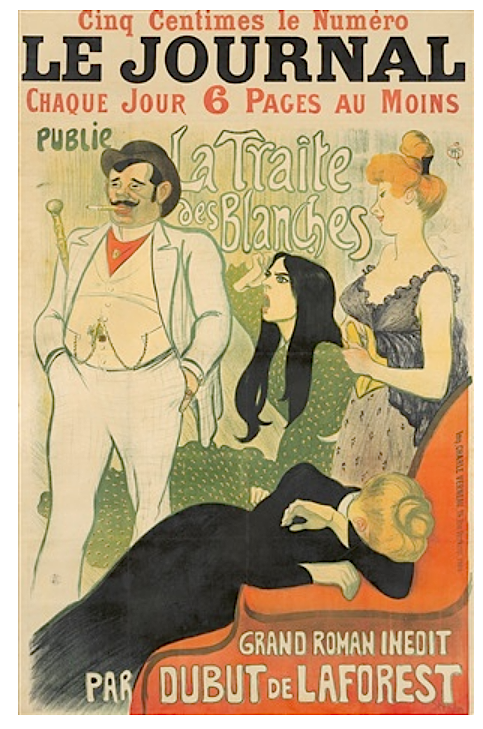
La Traite des blanches, affiche lithographiée (1899) de Steinlen pour une parution en feuilletons dans Le Journal.

- Les Dames de Lamète, éditions Charpentier, 1880, édition critique de Victor Flori aux éditions du Livre unique, 2009.
- Les martyres de la vie, éditions Boulanger, 1880.
- Tête à l’envers, éditions Charpentier, 1882.
- La Crucifiée, éditions Lévy (Calman-Lévy), 1883.
- Le Rêve d’un viveur, éditions Rouveyre et Bloud, 1883.
- Mademoiselle Tantale, éditions E. Dentu, 1884.
- Belle maman, mœurs contemporaines, éditions Dentu, 1884.
- Un Américain à Paris, éditions Lévy (Calman-Lévy), 1884.
- La Baronne Emma Suzette, éditions Dentu, 1885.
- Contes de la paresseuse, éditions Monnier, 1885.
- Les Dévorants de Paris, éditions Dentu, 1885.
- L’Espion Gismark, éditions Dentu, 1885.
- Le Gaga, mœurs parisiennes, éditions Dentu, 1885 ; réédition, Milan, Cisalpino Istituto Editoriale Universitario, « Bibliothèque de la décadence » no 2, 2008  (ISBN 978-88-323-6092-9)
- La Bonne à tout faire, éditions Dentu, 1886, édition critique de Victor Flori aux éditions du Livre unique en 2011.
- Contes pour les baigneuses, illustrations de Fernand Auguste Besnier, E. Dentu, 1886.
- Le Cornac, éditions Dentu, 1887.
- Documents humains, éditions Dentu, 1888.
- Mademoiselle de Marbeuf, éditions Dentu, 1888.
- Contes à la lune, illustré par Besnier, E. Dentu, 1889.
- L’Homme de joie, éditions Dentu, 1889.
- La Baronne Emma, éditions Dentu, 1890.
- La Femme d’affaires, éditions Dentu, 1890.
- Le Grapin, éditions Dentu, 1890.
- Colette et Renée, éditions Dentu, 1891.
- Le Commis-voyageur, éditions Dentu, 1891.
- Contes à Panurge, illustré par Besnier, E. Dentu, 1891.
- Morphine, éditions Dentu, 1891 (édition critique de Victor Flori : Livre unique, 2008).
- L’Abandonnée, éditions Dentu, 1892.
- Contes pour les hommes, illustré par Besnier, E. Dentu, 1892.
- Rabelais, éditions Dentu, 1893.
- La Haute bande, éditions Dentu, 1893.
- Les Petites Rastas, éditions Dentu, 1894
- Le Cocu imaginaire, illustré par Besnier, E. Dentu, 1895.
- Mademoiselle de T…, éditions Dentu, 1895.
- Angéla Bouchaud, demoiselle de magasin, éditions Dentu, 1896.
- Amours de jadis et d’aujourd’hui, éditions Dentu, 1897.
- Messidor, éditions Dentu, 1897.
- Les Derniers Scandales de Paris, 37 volumes, éditions Fayard, 1898-1900, comprenant les titres suivants :
  - La Vierge du trottoir
  - Les Souteneurs en habit noir
  - La Grande Horizontale
  - Le Dernier Gigolo
  - Madame Don Juan
  - Le Caissier du tripot
  - Le Docteur Mort-aux-gosses
  - Le Tartuffe-Paillard
  - Les Victimes de la débauche
  - Ces Dames au salon et à la mer
  - Les Écuries d'Augias (publié sous forme de roman-feuilleton dans Le Figaro du 14 novembre 1898 au 29 décembre 1898)
  - Agathe-la-Goule
  - Esthètes et cambrioleurs
  - Un Bandit amoureux
  - La Brocante
  - Per' Mich'
  - Maîtresses et amants
  - Faiseurs et gogos
  - Haute galanterie
  - Le Lanceur de femmes
  - Les Petites Rastas
  - Farabinas
  - La Demoiselle de magasin
  - Robes et manteaux
  - Peau-de-balle et balais-de-crin
  - Le Coiffeur pour dames
  - Travail et volupté
  - Le Nouveau Commis voyageur
  - L'Homme de joie
  - La Marmite d'or
  - Mademoiselle de Marbeuf
  - Morphine : décrit la déchéance d'un homme qui s'adonne à la drogue ;
  - Cloé de Haut-Brion
  - La Môme réséda
  - La Bombe
  - Rédemption
- La Traite des blanches, éditions Fayard, 1900, édition critique aux éditions du Livre unique en 2009.
- Madame Barbe-Bleu, éditions Fayard, 1901, édition critique de Victor Flori aux éditions du Livre unique en 2010.
- Les Marchands de Femmes, éditions Fayard, 1901, édition critique de Victor Flori aux éditions du Livre unique en 2010.
- Trimardon, éditions Fayard, 1901, édition critique de Victor Flori aux éditions du Livre unique en 2010.
- La Tournée des Grands-Ducs, éditions Flammarion, 1901.
- Monsieur Pithec et la Vénus des Fortifs, éditions Flammarion, 1902.